# Nürburg
Nürburg é um município da Alemanha, localizado no distrito de Ahrweiler, estado de Renânia-Palatinado. O município de Nürberg é membro da associação municipal Verbandsgemeinde Adenau.Ela é também o nome do castelo local, Burg Nürburg (Castelo de Nürburg).
É casa do circuito de Nürburgring, um famoso circuito que já recebeu o Grande Prémio da Alemanha, Grande Prémio da Europa e o Grande Prémio do Luxemburgo da Fórmula 1 .